# Robin S.
Robin Stone (27 de abril de 1962 em Queens, Nova York), mais conhecida como Robin S., é uma cantora e compositora norte-americana.

## Carreira
Ficou conhecida na década de 90 com os hits "Show Me Love", "Luv 4 Luv", "Midnight" e "It must be love".  A canção "Show me love" alcançou a posição # 1 no Billboard Dance/Club Play Songs, # 1 na Hot Dance Singles Sales, # 7 no Billboard R&B/Hip-Hop Songs e # 5 na Billboard Hot 100..  O sucesso lhe rendeu uma performance no American Music Awards de 1994. "Show me love"  foi incluída na trilha sonora internacional da novela Sonho Meu, em 1993.
Após uma breve pausa, Robin juntamente com  produtores Eric E-Smoove Miller e Todd Terry escreveram músicas para o segundo álbum. Em 1997 From Now On, contendo influências do gospel, baladas e da dance music foi lançado. O primeiro single "It must be love" tornou-se um grande sucesso. O segundo álbum vendeu 100.000 cópias nos EUA.
Lançou em 2008 uma versão remixada de "Show me love" tendo repercussão especialmente na Holanda.
Em 2022 a cantora Beyoncé utilizou o sample da música Show Me Love da supracitada artista.

## Álbuns
- Show Me Love, Big Beat Records, (1993), Billboard 200: #1
- From Now On, Atlantic Records (1997), Top R&B/Hip-Hop Albums: #6

## Singles
| Ano  | Título                                                           | Álbum        | Billboard Hot 100 | U.S. R&B | Hot Dance Club Play | UK Singles Chart | Dutch Top 40 |
| ---- | ---------------------------------------------------------------- | ------------ | ----------------- | -------- | ------------------- | ---------------- | ------------ |
| 1993 | "Show Me Love"                                                   | Show me Love | 5                 | 7        | 1                   | 6                | 13           |
| 1993 | "Luv 4 Luv"                                                      | Show me Love | 53                | 52       | 1                   | 11               | 5            |
| 1993 | "What I Do Best"                                                 | Show me Love | -                 | 52       | -                   | 43               | 23           |
| 1994 | "I want to thank you"                                            | Show me Love | -                 | -        | 10                  | 48               | -            |
| 1994 | "Back it up"                                                     | Show me Love | -                 | -        | -                   | 43               | 40           |
| 1997 | "Show me love 97' Mix"                                           | Show me Love | -                 | -        | -                   | 9                | -            |
| 1997 | "It must be love"                                                | From now on  | 91                | 35       | 1                   | 37               | -            |
| 1997 | "Midnight"                                                       | From now on  | -                 | -        | 3                   | -                | -            |
| 1997 | "You got the love" (with T2)                                     | From now on  | -                 | -        | -                   | -                | -            |
| 1999 | "Show me love" 99' Mix                                           | Show me love | -                 | -        | 15                  | -                | -            |
| 2002 | "Show melove" 2002' Mix                                          | Show me love | -                 | -        | -                   | 61               | 80           |
| 2008 | "Show me love" 2008' Mix                                         | Show me move | -                 | -        | -                   | -                | 2            |
| 2009 | "At my best"                                                     | At my best   | -                 | -        | -                   | -                | -            |
| 2009 | "Show me love" (Steve Angello & Laidback Luke featuring Robin S) |              | -                 | -        | -                   | 11               | -            |